# Edward Łukawer
Edward Łukawer (ur. 28 marca 1920 w Warszawie, zm. 9 listopada 2007 w Krakowie) – polski ekonomista żydowskiego pochodzenia.

## Życiorys
Urodził się w Warszawie w zamożnej rodzinie żydowskiej. W 1938 zdał maturę w prywatnym gimnazjum Collegium w Warszawie. We wrześniu tego roku rozpoczął pracę zawodową jako inkasent w firmie zegarmistrzowskiej Schwitzgold. Po wybuchu II wojny światowej wyjechał ze swoją matką do Lwowa; ojciec wraz z młodszym synem wcześniej wyemigrowali do Australii. Po zajęciu Lwowa przez wojska radzieckie został zmuszony do podjęcia pracy fizycznej w Wojenstroju. 29 czerwca 1940 za odmowę przyjęcia obywatelstwa radzieckiego otrzymał wyrok śmierci zamieniony jednak na dożywotnie zesłanie na Syberię. Do końca 1941 pracował jako robotnik w kopalni odkrywkowej złota w Ałdanie. Następnie pracował jako drwal. W wyniku amnestii jego warunki życia uległy poprawie. Od tego czasu pracował jako pomocnik księgowego.
7 lipca 1946 jako repatriant wrócił do Polski. Podjął pracę zawodową w Centralnym Zarządzie Przemysłu Hutniczego w Katowicach na stanowisku ekonomisty. W tym czasie rozpoczął także studia w Wyższym Studium Nauk Społeczno-Gospodarczych. Pracę naukową i dydaktyczną rozpoczął jako asystent, a następnie adiunkt w Katedrze Ekonomii Politycznej w Wyższej Szkole Ekonomicznej w Katowicach. Po kilku miesiącach zwolniony na polecenie Komitetu Wojewódzkiego PZPR w Katowicach z powodu burżuazyjnego pochodzenia. Po odwołaniu się od tej decyzji do Ministerstwa Szkolnictwa Wyższego, na czele którego stał Adam Rapacki, w listopadzie 1952 został skierowany do pracy na tym samym stanowisku do Katedry Ekonomii Politycznej w Wyższej Szkole Ekonomicznej w Krakowie.
12 czerwca 1961 uzyskał stopień doktora nauk ekonomicznych na podstawie rozprawy Modele gospodarki socjalistycznej i ich funkcjonowanie, przygotowanej pod kierunkiem Włodzimierza Brusa, a w czerwcu 1967 stopień doktora habilitowanego za rozprawę Możliwości funkcjonowania gospodarki socjalistycznej w świetle międzywojennej dyskusji na Zachodzie. W 1968 za aktywny udział w wydarzeniach marcowych nie uzyskał stanowiska docenta, został odsunięty przez ówczesne władze uczelni od prowadzenia działalności dydaktycznej oraz otrzymał karę nagany. 30 września 1969 został zwolniony z pracy w Wyższej Szkole Ekonomicznej w Krakowie. Od tego czasu przez kilka miesięcy poszukiwał pracy w różnych zawodach; został zatrudniony jako młodszy ekonomista w Centrostalu w Krakowie. Następnie w latach 1977–1980 pracował w Kombinacie Opakowań Blaszanych Lekkich. Zaangażował się także w działalność opozycyjną; współpracował z Komitetem Obrony Robotników, był wykładowcą Towarzystwa Kursów Naukowych, do którego wstąpił w lutym 1978.
W 1980 przywrócono mu prawa pracownika naukowego. Został zatrudniony na stanowisku adiunkta w Instytucie Ekonomii Politycznej Akademii Ekonomicznej w Krakowie. 1 kwietnia 1981 otrzymał stanowisko docenta. W latach 1981–1982 pełnił funkcję zastępcy dyrektora Instytutu Ekonomii Politycznej. 17 września 1987 otrzymał tytuł profesora. Do czasu przejścia na emeryturę w 1990 pracował z Zakładzie Analiz Porównawczych Systemów Ekonomicznych. W latach 2000–2007 pracował jako profesor zwyczajny w Śląskiej Wyższej Szkole Zarządzania im. gen. Jerzego Ziętka w Katowicach, Małopolskiej Wyższej Szkole Ekonomicznej w Tarnowie oraz w Małopolskiej Szkole Wyższej w Brzesku.
Zmarł w Krakowie. Został pochowany 16 listopada 2007 na cmentarzu Rakowickim.

## Publikacje
Edward Łukawer opublikował ponad 200 pozycji naukowych, w tym 8 autorskich książek. Posiada istotny udział w 65 opracowaniach zwartych.
Książki:
- 2008: O tych z najwyższej półki, czyli rzecz w sprawie naszego środowiska ekonomicznego
- 2005: Spór o racjonalność gospodarki socjalistycznej. Z historii problemu
- 2004: Makroekonomiczne dylematy sfery finansów i pieniądza w procesie transformacji (jak widzą to ekonomiści)
- 2004: Miejsce koncepcji Oskara Langego w poglądach na model funkcjonowania gospodarki socjalistycznej
- 2001: Makroekonomiczne problemy transformacji systemowej
- 1996: Z historii polskiej myśli ekonomicznej. 1945-1995
- 1985: Spór o racjonalność gospodarki socjalistycznej
- 1967: Możliwość funkcjonowania gospodarki socjalistycznej w świetle międzywojennej dyskusji na zachodzie

Publikował w czasopismach krajowych: Ekonomista, Gospodarka Narodowa, Życie Gospodarcze, w wydawnictwach Polskiej Akademii Nauk i Polskiego Towarzystwa Ekonomicznego oraz w Japonii, Słowacji, Ukrainie, Związku Radzieckim i innych krajach. Napisał ponad 40 recenzji naukowych, rozpraw habilitacyjnych i wniosków profesorskich.

## Odznaczenia
- Krzyż Oficerski Orderu Odrodzenia Polski (2001)[2]
- Krzyż Kawalerski Orderu Odrodzenia Polski
- Złoty Krzyż Zasługi